# Котласький район
Котла́ський муніципа́льний райо́н — адміністративна одиниця Росії, Архангельська область. До складу входять 3 міських та 1 сільське поселення, разом — 4 поселення.
| Росія | Це незавершена стаття з географії Росії. Ви можете допомогти проєкту, виправивши або дописавши її. |